# Liste der Fluggesellschaften in Lesotho
Dies ist eine Liste der Fluggesellschaften in Lesotho.

## Aktuelle Fluggesellschaften
- Mohahlaula Airlines

## Ehemalige Fluggesellschaften
- MGC Aviation (Charterflüge)
- Antonair International (1999–2000)
- Basuta Air
- Highland Air
- Lesotho Airways (1979–1980 und 1984–1997)
  - Air Lesotho (1980–1984)
- Maluti Sky (2009–2017)
- Maluti Air Services
- Mountain Airways[1]